# Fördumning
Fördumning innebär medveten reducering av den intellektuella nivån inom exempelvis vetenskap, utbildning, litteratur, film, nyheter, kultur och politik. Det svenska verbet "fördumma" har i en allmännare betydelse använts sedan 1835. Den engelska termen "dumbing down" har dock sitt ursprung i 1930-talets branschjargong hos filmindustrins manusförfattare där betydelsen var "att revidera för att anpassa sig till folk med lägre bildning eller intelligens". Det praktiska tillvägagångssättet varierar beroende på sammanhanget men involverar ofta överdriven förenkling vilket leder till trivialisering av exempelvis kulturella och akademiska värden.